# El Gatal, Sinaloa
El Gatal är en ort i Mexiko.   Den ligger i kommunen Sinaloa och delstaten Sinaloa, i den västra delen av landet, 1 200 km nordväst om huvudstaden Mexico City. El Gatal ligger 53 meter över havet och antalet invånare är 176.
Terrängen runt El Gatal är platt. Runt El Gatal är det ganska tätbefolkat, med 100 invånare per kvadratkilometer. Närmaste större samhälle är Sinaloa de Leyva, 3,8 km öster om El Gatal. Trakten runt El Gatal består till största delen av jordbruksmark.